# 深海擬棘茄魚
深海擬棘茄魚，為輻鰭魚綱鮟鱇目棘茄魚亞目棘茄魚科的其中一種，分布於印度太平洋海域，屬底棲性魚類，棲息深度約1500公尺，體長可達6.3公分，棲息在沙泥底質水域，生活習性不明。

## 扩展阅读
維基物種上的相關：深海擬棘茄魚